# Johan Hörner
Johan Hörner (28. januar 1711 i Edebo i Roslagen, Sverige – 4. marts 1763 i København) var en svensk-dansk maler.
Johan Hörner var elev af maleren Johan Henrik Scheffel i Stockholm, men på grund af sin pietistiske tro, som ikke var velset i Sverige, rejste han til Danmark i 1734. Her boede han hos en snedker Wiinberg i Lille Købmagergade, som selv var pietist. Hörner gav andre svenske flygtninge husly, men måtte i 1735 rejse til provinsen, sandsynligvis fordi han følte sig forfulgt for sine gerninger i København  Han blev gift med Christine Wass i april 1737 under et besøg i København, og den 1. december 1740 lod han en datter døbe Johanna Christina Hörner i Sankt Petri Kirke. I 1741 kom en ny bølge af svenske pietistiske flygtninge til København, deriblandt Sven Rosén, som ansåes for en ledende skikkelse i den svenske pietisme. Hörner gav igen husly for nogle af flygtningene, blandt andre Rosén.
På trods af at den danske konge Christian 6 selv var stærkt påvirket af pietismen, blev Hørner ikke optaget som hofmaler. Det hænger muligvis sammen med at Hörner med sin realistiske stil ikke var i stand til at male idealiserede repræsentationsstykker. Et enkelt maleri af Frederik 5. som kronprins viser en noget anderledes og mindre smuk person end de fleste samtidige portrætter af ham..
Til gengæld fandt han arbejde med at portrættere gejstligheden og borgerstanden. Han var desuden en særdeles mangesidig og ikke uhabil kunstner; han gjorde kabinetsbilleder, frugtstykker, fuglestykker, stillebensstykker, Contrefaiter og større familiebilleder, men vandt især navn ved sine Natstykker, som det indre af en smedje, af et køkken med ild på skorstenen o.a. På sine natstykker forstod han med smag at anbringe portrætfigurer, som på et af dem Frederik 5., Juliane Marie og sig selv. I sine arbejder fra 1750'erne spores i portrætternes komposition påvirkning fra Carl Gustaf Pilo og Balthasar Denner. Hörner var blandt de malere, billedhuggere, forfattere, søofficerer og kadetter, som mødtes i hjemmet hos maleren Jacob Fosie, fader til maleren Johanna Fosie, i Østergade i København, hvor man afholdt kunstnerisk salon efter fransk forbillede.
Mange af Hörners arbejder er sandsynligvis endnu ikke blevet identificeret. Så sent som i 2007 identificerede et portræt af søofficeren Adam Frederik Lützow, som i dag er i privateje. To portrætter af Frederik 5.'s døtre kom til Fredensborg Slot, et portræt af Frederik Rostgaard er på Københavns Universitetsbibliotek og den Abraham Peltske familie (1756) i det Petersenske Jomfrukloster. Desuden findes en del af hans portrætter af Hans Egede, Laurids de Thurah, Johan Christian Kall, Peter Schiønning og Hans Adolph Brorson i Portrætsamlingen på Frederiksborg Slot. Søofficer Peter Schiønning er udlånt til Orlogsmuseet.